# دروازه علایی
دروازه علایی (انگلیسی: Alai Darwaza؛ به معنی دروازه علاءالدین) دروازه جنوبی مسجد قوةالاسلام در مجموعه قطب، مهرائولی، دهلی، هند است. این بنا که توسط سلطان علاءالدین خلجی در سال ۱۳۱۱ از ماسه سنگ قرمز ساخته شده است، یک دروازه گنبدی مربع شکل با ورودی‌های قوسی است و دارای یک اتاقک است.
این دروازه به عنوان اولین بنای تاریخی هندی که با استفاده از روش‌های معماری و تزئینات اسلامی ساخته شده، اهمیت ویژه‌ای در معماری هندواسلامی دارد و در فهرست میراث جهانی قرار دارد.